# Deep Breakfast
Deep Breakfast je druhé album Raye Lynche a bylo vydáno v roce 1984. Je certifikováno jako platinové společností R.I.A.A.

## Album

### Track listing
1. "Celestial Soda Pop" – 4:37[2]
2. "The Oh of Pleasure" – 5:18[3]
3. "Falling in the Garden" – 2:44[4]
4. "Your Feeling Shoulders" – 7:28[5]
5. "Rhythm in the Pews" – 4:09[6]
6. "Kathleen's Song" – 4:05[7]
7. "Pastorale" – 5:26[8]
8. "Tiny Geometries" – 6:08[9]

### Personnel
Všechny stopy složil, aranžoval a produkoval Ray Lynch, mimo skladby “The Oh of Pleasure”, kterou napsal společně s Tomem Canningem.
- Ray Lynch: klávesy, piáno, kytara
- Tom Canning: druhé klávesy
- Beverly Jacobs: flétna
- John Strauss: viola
- George Horn a Fantasy Studios: mastering

### Production
Mastering: George Horn/Fantasy Studios, S.F., CA